# Iridomyrmex anceps
Iridomyrmex anceps är en myrart som först beskrevs av Julius Roger 1863.  Iridomyrmex anceps ingår i släktet Iridomyrmex och familjen myror.

## Underarter
Arten delas in i följande underarter:
- I. a. anceps
- I. a. ignobilis
- I. a. sikkimensis
- I. a. watsonii